# احتجاجات تايلاند 2013-2014
احتجاجات تايلاند 2013-2014 هي احتجاجات مناهضة للحكومة في تايلاند بدات في نوفمبر 2013. وانتهت في مايو 2014 وتأتي هذه المظاهرات بعد ثلاث سنوات من الاستقرار النسبي. وشهدت بانكوك مظاهرات شعبية ضد حكومة رئيسة الوزراء ينغلاك شيناواترا التي تعد مشروعاً لقانون العفو لتسهيل عودة رئيس الوزراء المخلوع تاكسين شيناواترا الذي يعيش في المنفى.

## ردود فعل
- الولايات المتحدة: أبدت الولايات المتحدة أسفها لمقتل أشخاص في تايلاند في المظاهرات المناهضة للحكومة، داعية المعارضة ورئيسة الوزراء إلى استئناف الحوار لإنهاء هذه الأزمة السياسية.[2]

## الانقلاب العسكري
وقعت عملية انقلاب عسكري في البلاد في 22 مايو 2014 من قبل الجنرال برايوت تشان أوتشا وقادة القوات المسلحة الملكية التايلاندية وتم إلغاء الدستور وإنشاء مجلس السلام الوطني والحفاظ على النظام.

## مقالات ذات صلة
- سياسة تايلاند
- حكومة تايلاند
- تاكسين شيناواترا وينغلاك شيناواترا
- انقلاب تايلاند العسكري 2014